# Luis Fuentes (futbolista nacido en 1971)
Luis Alberto Fuentes Rodríguez (Chincolco, Petorca, Región de Valparaíso, 14 de agosto de 1971) es un exfutbolista Chileno que jugaba de defensa central. 

## Trayectoria
Debutó en Coquimbo Unido en 1991, donde se consolidó como zaguero titular por varios años del conjunto piarata.
En 1999 fue contratado por Cobreloa, donde ganó un Torneo Apertura (2003) y dos Torneos Clausura (2003 y 2004), convirtiéndose en el "Patrón" de la zaga. A principios de 2009, y con casi 10 años en el club, no llega a cuerdo para renovar con Cobreloa y luego regresa a Coquimbo Unido.
Defiende desde 2010 la camiseta del Deportes Iquique, equipo que actualmente está en la Primera División de Chile luego de estar un año en la Primera B chilena. Durante el 2011, defendiendo al cuadro nortino superó la marca de Vladimir Bigorra de 575 partidos oficiales en la Primera División de Chile, convirtiéndose en el segundo jugador con más presentaciones, sólo detrás del portero Adolfo Nef.
El año 2012, regresó a Coquimbo Unido,A mediados de 2013, renovó su contrato por una temporada más,para retirarse al año siguiente, con 42 años de edad.

## Selección nacional
Su nivel en Coquimbo Unido lo llevó a ser nominado en 1998 por Nelson Acosta para defender a la selección chilena durante la gira por Asia y Europa, preparatoria para el Mundial de 1998. Debutó por La Roja en el amistoso ante Irán el 31 de enero de 1998, que terminó 1:1. Además, participó de la Selección Chilena B que derrotó a Inglaterra en Birmingham por 2-1, en un encuentro entre los equipos de reservas de ambos planteles.
Por la selección chilena participó en las Copa América de 2001 y 2004. En la de 2001, participó en 3 de los 4 partidos que afrontó el combinado nacional dirigido por Pedro García, mientras que en 2004 jugó los partidos del seleccionado comandado técnicamente por Juvenal Olmos.
Su consolidación por La Roja llegó con las Clasificatorias para Alemania 2006. Fuentes, quien participó en 12 partidos y marcó un doblete ante Bolivia, junto al mediocampista Kalule Meléndez fueron considerados los futbolistas chilenos de mejor desempeño en las Eliminatorias, siendo el último partido de dichas clasificatorias, su última aparición por la selección, con la jugó 27 partidos y marcó 4 goles. 

#### Participaciones en Copa América
| Torneo              | Sede                | Resultado           | PJ | Goles |
| ------------------- | ------------------- | ------------------- | -- | ----- |
| Copa América 2001   | Colombia            | Cuartos de final    | 3  | 0     |
| Copa América 2004   | Perú                | Primera Fase        | 3  | 0     |
| Total de su carrera | Total de su carrera | Total de su carrera | 6  | 0     |

#### Participaciones en eliminatorias a la Copa del Mundo
| Eliminatoria                     | Sede                | Resultado           | Posición            | Partidos | Goles |
| -------------------------------- | ------------------- | ------------------- | ------------------- | -------- | ----- |
| Clasificatorias Corea Japón 2002 | Corea del Sur Japón | Eliminado           | 10.º                | 1        | 0     |
| Clasificatorias Alemania 2006    | Alemania            | Eliminado           | 7.º                 | 12       | 2     |
| Total de su carrera              | Total de su carrera | Total de su carrera | Total de su carrera | 13       | 2     |

### Partidos internacionales
| Partidos internacionales | Partidos internacionales | Partidos internacionales                                       | Partidos internacionales | Partidos internacionales | Partidos internacionales | Partidos internacionales | Partidos internacionales | Partidos internacionales | Partidos internacionales         |
| N.º                      | Fecha                    | Estadio                                                        | Local                    | Resultado                | Visitante                | Goles                    | Asistencias              | DT                       | Competición                      |
| ------------------------ | ------------------------ | -------------------------------------------------------------- | ------------------------ | ------------------------ | ------------------------ | ------------------------ | ------------------------ | ------------------------ | -------------------------------- |
| 1                        | 31 de enero de 1998      | Estadio Hong Kong, So Kon Po, Hong Kong                        | Irán                     | 1-1 4-2 p                | Chile                    |                          |                          | Nelson Acosta            | Carlsberg Cup 1998               |
| 2                        | 28 de abril de 1999      | Estadio Félix Capriles, Cochabamba, Bolivia                    | Bolivia                  | 1-1                      | Chile                    |                          |                          | Nelson Acosta            | Amistoso                         |
| 3                        | 11 de abril de 2001      | Estadio Tecnológico, Monterrey, México                         | México                   | 1-0                      | Chile                    |                          |                          | Pedro García             | Amistoso                         |
| 4                        | 11 de julio de 2001      | Estadio Metropolitano Roberto Meléndez, Barranquilla, Colombia | Chile                    | 4-1                      | Venezuela                |                          |                          | Pedro García             | Copa América 2001                |
| 5                        | 14 de julio de 2001      | Estadio Metropolitano Roberto Meléndez, Barranquilla, Colombia | Chile                    | 1-0                      | Venezuela                |                          |                          | Pedro García             | Copa América 2001                |
| 6                        | 22 de julio de 2001      | Estadio Hernán Ramírez Villegas, Pereira, Colombia             | Chile                    | 0-2                      | México                   |                          |                          | Pedro García             | Copa América 2001                |
| 7                        | 1 de septiembre de 2001  | Estadio Nacional, Santiago, Chile                              | Chile                    | 2-1                      | Francia                  |                          |                          | Pedro García             | Amistoso                         |
| 8                        | 4 de septiembre de 2001  | Estadio Nacional, Santiago, Chile                              | Chile                    | 0-2                      | Venezuela                |                          |                          | Pedro García             | Clasificatorias Corea-Japón 2002 |
| 9                        | 20 de agosto de 2003     | Estadio Minyuan, Tianjin, China                                | China                    | 0-0                      | Chile                    |                          |                          | Juvenal Olmos            | Amistoso                         |
| 10                       | 28 de abril de 2004      | Estadio Regional, Antofagasta, Chile                           | Chile                    | 1-1                      | Perú                     | Anotado                  |                          | Juvenal Olmos            | Amistoso                         |
| 11                       | 6 de junio de 2004       | Estadio Nacional, Santiago, Chile                              | Chile                    | 1-1                      | Brasil                   |                          |                          | Juvenal Olmos            | Clasificatorias Alemania 2006    |
| 12                       | 8 de julio de 2004       | Estadio Monumental de la UNSA, Arequipa, Perú                  | Brasil                   | 1-0                      | Chile                    |                          |                          | Juvenal Olmos            | Copa América 2004                |
| 13                       | 11 de julio de 2004      | Estadio Monumental de la UNSA, Arequipa, Perú                  | Paraguay                 | 1-1                      | Chile                    |                          |                          | Juvenal Olmos            | Copa América 2004                |
| 14                       | 14 de julio de 2004      | Estadio Jorge Basadre, Tacna, Perú                             | Costa Rica               | 2-1                      | Chile                    |                          |                          | Juvenal Olmos            | Copa América 2004                |
| 15                       | 5 de septiembre de 2004  | Estadio Nacional, Santiago, Chile                              | Chile                    | 0-0                      | Colombia                 |                          |                          | Juvenal Olmos            | Clasificatorias Alemania 2006    |
| 16                       | 10 de octubre de 2004    | Estadio Olímpico Atahualpa, Quito, Ecuador                     | Ecuador                  | 2-0                      | Chile                    |                          |                          | Juvenal Olmos            | Clasificatorias Alemania 2006    |
| 17                       | 13 de octubre de 2004    | Estadio Nacional, Santiago, Chile                              | Chile                    | 0-0                      | Argentina                |                          |                          | Juvenal Olmos            | Clasificatorias Alemania 2006    |
| 18                       | 13 de octubre de 2004    | Estadio Nacional, Lima, Perú                                   | Perú                     | 3-1                      | Chile                    |                          |                          | Juvenal Olmos            | Clasificatorias Alemania 2006    |
| 19                       | 9 de febrero de 2005     | Estadio Sausalito, Viña del Mar, Chile                         | Chile                    | 3-0                      | Ecuador                  |                          |                          | Juvenal Olmos            | Amistoso                         |
| 20                       | 26 de marzo de 2005      | Estadio Nacional, Santiago, Chile                              | Chile                    | 1-1                      | Uruguay                  |                          |                          | Juvenal Olmos            | Clasificatorias Alemania 2006    |
| 21                       | 30 de marzo de 2005      | Estadio Defensores del Chaco, Asunción, Paraguay               | Paraguay                 | 2-1                      | Chile                    |                          |                          | Juvenal Olmos            | Clasificatorias Alemania 2006    |
| 22                       | 4 de junio de 2005       | Estadio Nacional, Santiago, Chile                              | Chile                    | 3-1                      | Bolivia                  | Anotado · Anotado        |                          | Nelson Acosta            | Clasificatorias Alemania 2006    |
| 23                       | 8 de junio de 2005       | Estadio Nacional, Santiago, Chile                              | Chile                    | 2-1                      | Venezuela                |                          |                          | Nelson Acosta            | Clasificatorias Alemania 2006    |
| 24                       | 17 de agosto de 2005     | Estadio Jorge Basadre, Tacna, Perú                             | Perú                     | 3-1                      | Chile                    | Anotado                  |                          | Nelson Acosta            | Amistoso                         |
| 25                       | 4 de septiembre de 2005  | Estadio Nacional de Brasilia Mané Garrincha, Brasilia, Brasil  | Brasil                   | 5-0                      | Chile                    |                          |                          | Nelson Acosta            | Clasificatorias Alemania 2006    |
| 26                       | 8 de octubre de 2005     | Estadio Metropolitano Roberto Meléndez, Barranquilla, Colombia | Colombia                 | 1-1                      | Chile                    |                          |                          | Nelson Acosta            | Clasificatorias Alemania 2006    |
| 27                       | 12 de octubre de 2005    | Estadio Nacional, Santiago, Chile                              | Chile                    | 0-0                      | Ecuador                  |                          |                          | Nelson Acosta            | Clasificatorias Alemania 2006    |
| Total                    | Total                    | Total                                                          | Presencias               | 27                       | Goles                    | 4                        |                          |                          |                                  |

| Selección chilena | Selección chilena | Selección chilena |
| Año               | Partidos          | Goles             |
| ----------------- | ----------------- | ----------------- |
| 1998              | 1                 | 0                 |
| 1999              | 1                 | 0                 |
| 2001              | 6                 | 0                 |
| 2003              | 1                 | 0                 |
| 2004              | 9                 | 1                 |
| 2005              | 9                 | 3                 |
| Total             | 27                | 4                 |

## Clubes
| Club             | País  | Año       |
| ---------------- | ----- | --------- |
| Coquimbo Unido   | Chile | 1991-1998 |
| Cobreloa         | Chile | 1999-2008 |
| Coquimbo Unido   | Chile | 2009      |
| Deportes Iquique | Chile | 2010-2011 |
| Coquimbo Unido   | Chile | 2012-2014 |

## Palmarés

### Campeonatos nacionales
| Título           | Club             | País  | Año           |
| ---------------- | ---------------- | ----- | ------------- |
| Primera División | Cobreloa         | Chile | Apertura 2003 |
| Primera División | Cobreloa         | Chile | Clausura 2003 |
| Primera División | Cobreloa         | Chile | Clausura 2004 |
| Primera B        | Deportes Iquique | Chile | 2010          |
| Copa Chile       | Deportes Iquique | Chile | 2010          |

### Distinciones individuales
| Distinción                  | Año  |
| --------------------------- | ---- |
| Futbolista del año en Chile | 2004 |

| Predecesor: Nelson Tapia | Capitán de Cobreloa 2005-2008 | Sucesor: Felipe Salinas |